# Naturwacht Saarland

Logo

Die Naturwacht Saarland ist eine Institution zur professionellen Betreuung der saarländischen Naturschutzgebiete und NATURA 2000-Gebiete.

## Entstehungsgeschichte

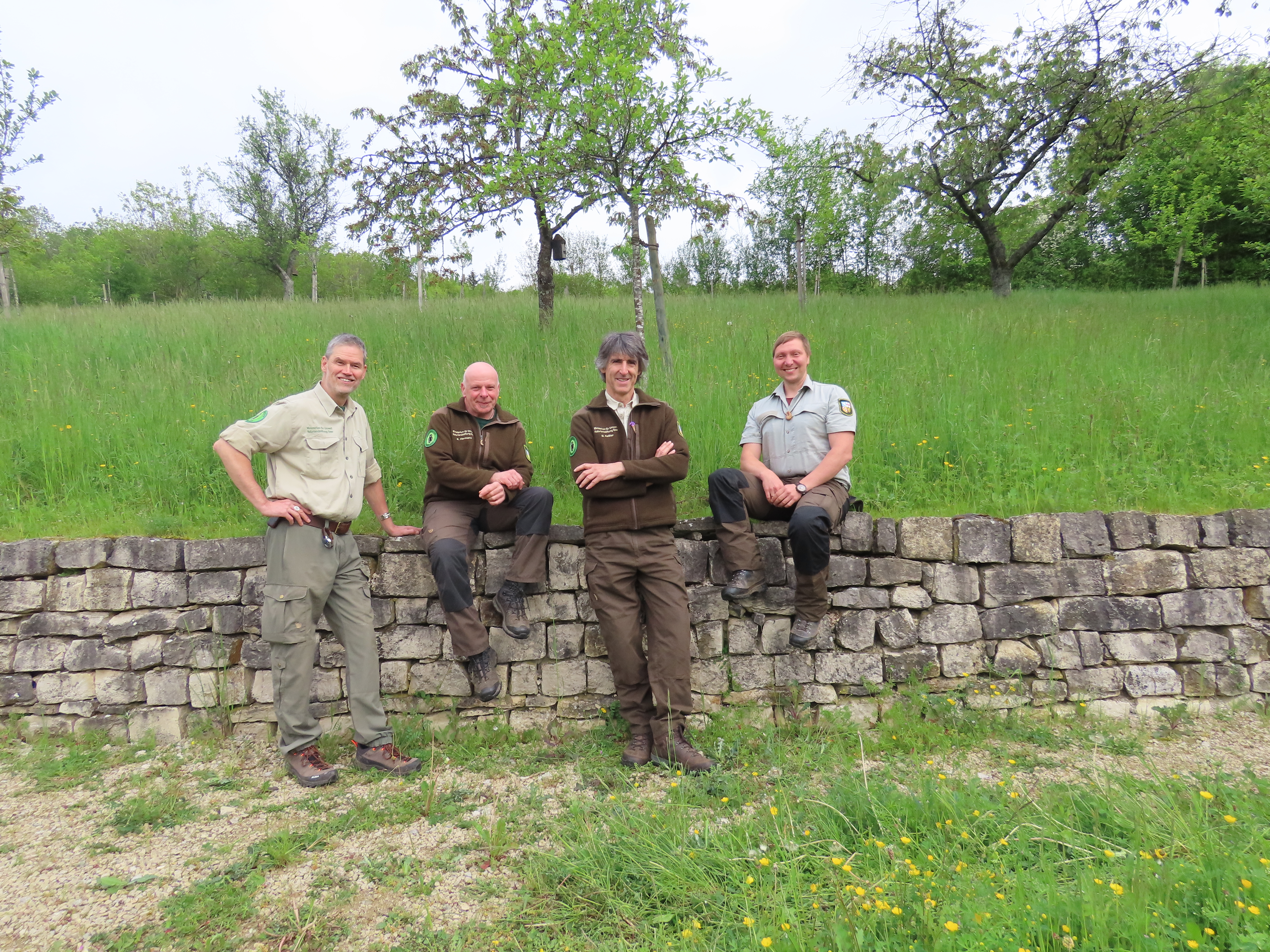
Ranger der Naturwacht Saarland

Die Naturwacht wurde zu Beginn des Jahres 2005 ins Leben gerufen. Initiiert wurde sie vom damaligen saarländischen Ministerium für Umwelt (heute: Ministerium für Umwelt, Klima, Mobilität, Agrar und Verbraucherschutz). Träger ist die Naturlandstiftung Saar. Finanziert wird diese durch das saarländische Umweltministerium.
Anlass für die Gründung der Naturwacht war die Erfahrung, dass neu eingerichtete wertvolle Naturräume bereits nach einigen Jahren in ihrer natürlichen Funktionsweise nachhaltigen Beeinträchtigungen unterliegen, wenn sie nicht permanent fachkundig betreut und beschützt werden. In Konsequenz dieser Einsicht wurden hauptamtliche Mitarbeiter mit dem im Jahr 1998 entwickelten Berufsbild Geprüfter Natur- und Landschaftspfleger (auch „Ranger“ genannt) für das Saarland berufen. 
Die Naturwacht Saarland feiert 2025 ihr 20-jähriges Bestehen.

## Aufgabenstellung
Grundsätzlich hat sich die Naturwacht Saarland zur Aufgabe gestellt, die bisherigen und neu hinzu kommenden Naturschutzräume im Saarland zu betreuen und alle dazu notwendigen Umfeldmaßnahmen durchzuführen. Neben der konkreten Arbeit in den Schutzgebieten nehmen hierbei Maßnahmen zur Aufklärung sowie der Präventionsgedanke breiten Raum ein. Folgende Schwerpunkte werden bearbeitet:
- Öffentlichkeitsarbeit und Umweltbildung: Kindergärten, Schulen, Vereine und Privatgruppen erhalten ökopädagogische Führungen in den Schutzgebieten
- Besucherlenkung: Hinweisschilder und Schautafeln werden in den Schutzgebieten errichtet und Besucher werden vor Ort persönlich informiert
- Kontrolle der Schutzgebiete: Der Zustand der Schutzgebiete wird permanent dokumentiert
- Arten- und Biotopschutz: Wissenschaftliche Untersuchungen sowie ökologische Dauerbeobachtungen anderer Institutionen und Personen („Monitoring“) werden begleitet
- Pflege der Schutzgebiete: Maßnahmen zur Landschaftspflege und zur Einrichtung neuer Biotope werden koordiniert; hierbei werden die dazu notwendigen praktischen Maßnahmen durchgeführt
- Mittler zwischen Mensch und Natur: Die vier Ranger, die für festgelegte Teilgebiete im Saarland verantwortlich sind, sind Mittler zwischen Mensch und Natur. Ihre Aufgabe ist es, Menschen wieder an die Natur und deren Gegebenheiten heranzuführen, um ihnen natürliche Kreisläufe, die Abhängigkeit des Menschen von ökologischen Systemen wie auch die Schönheiten der Tier- und Pflanzenwelt bewusst zu machen.